# Johanneskirche (Danzig)

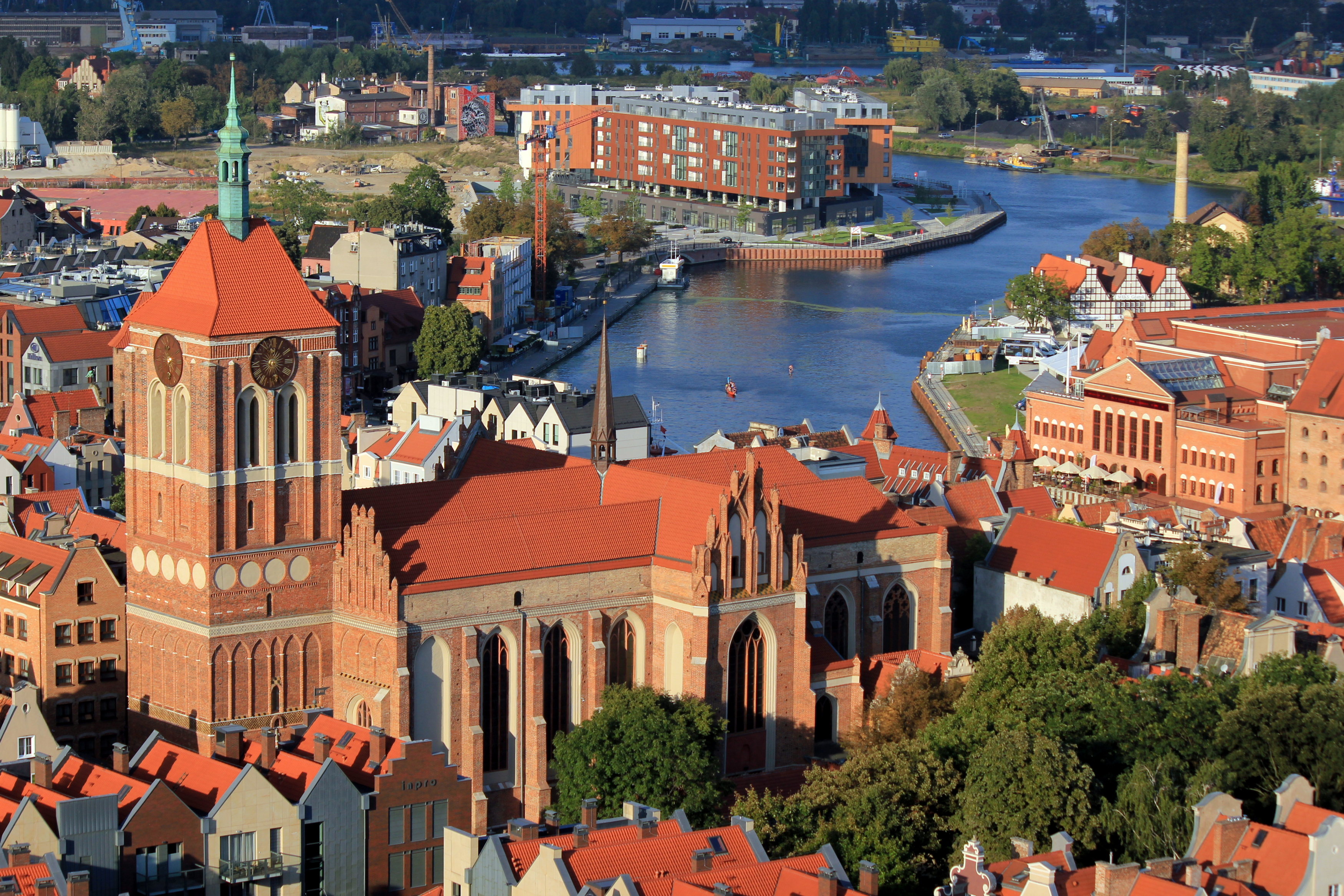
Blick vom Turm der Marienkirche auf die Johanneskirche

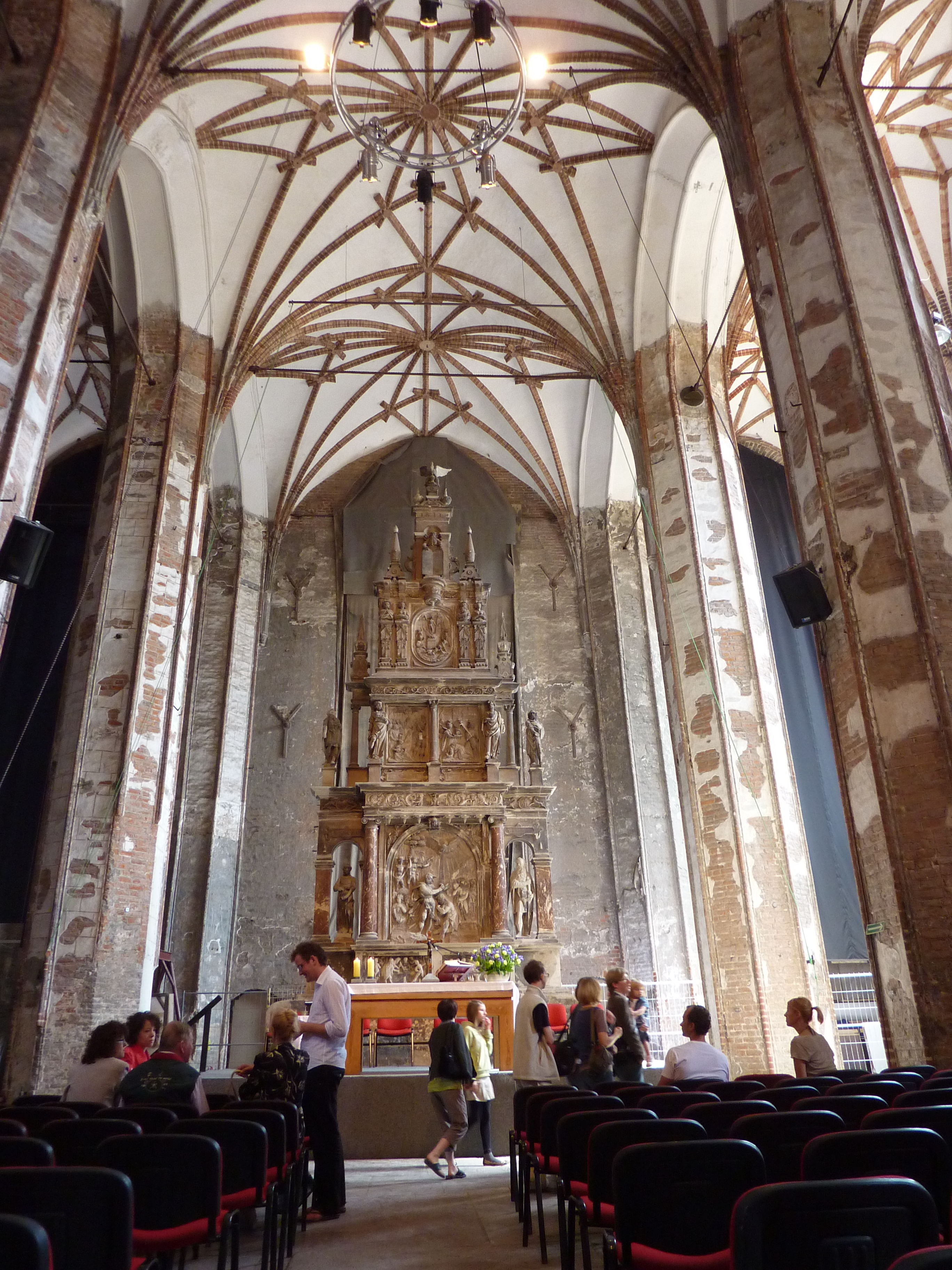
Das Hauptschiff

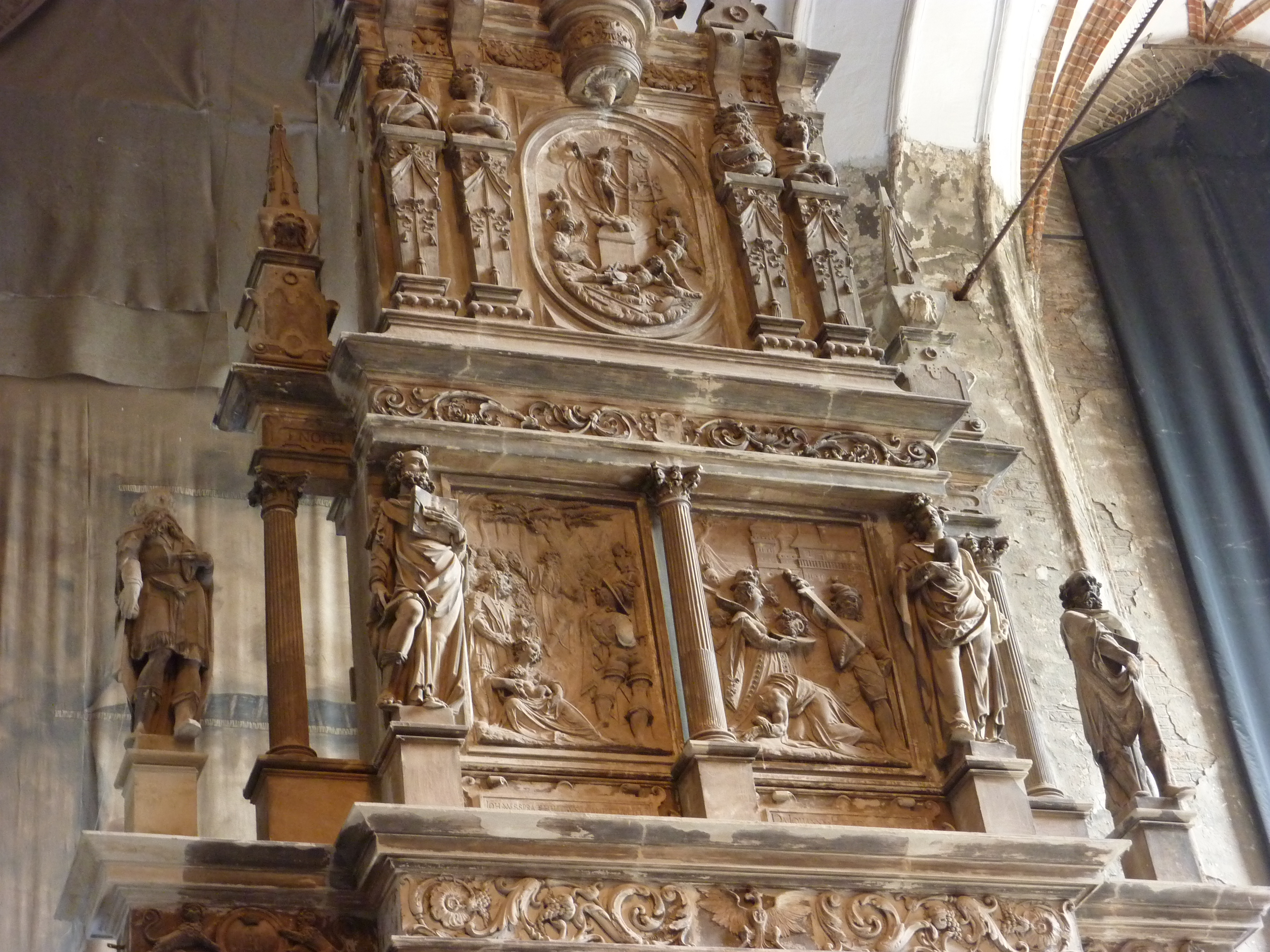
Detail vom Hochaltar der Johanneskirche

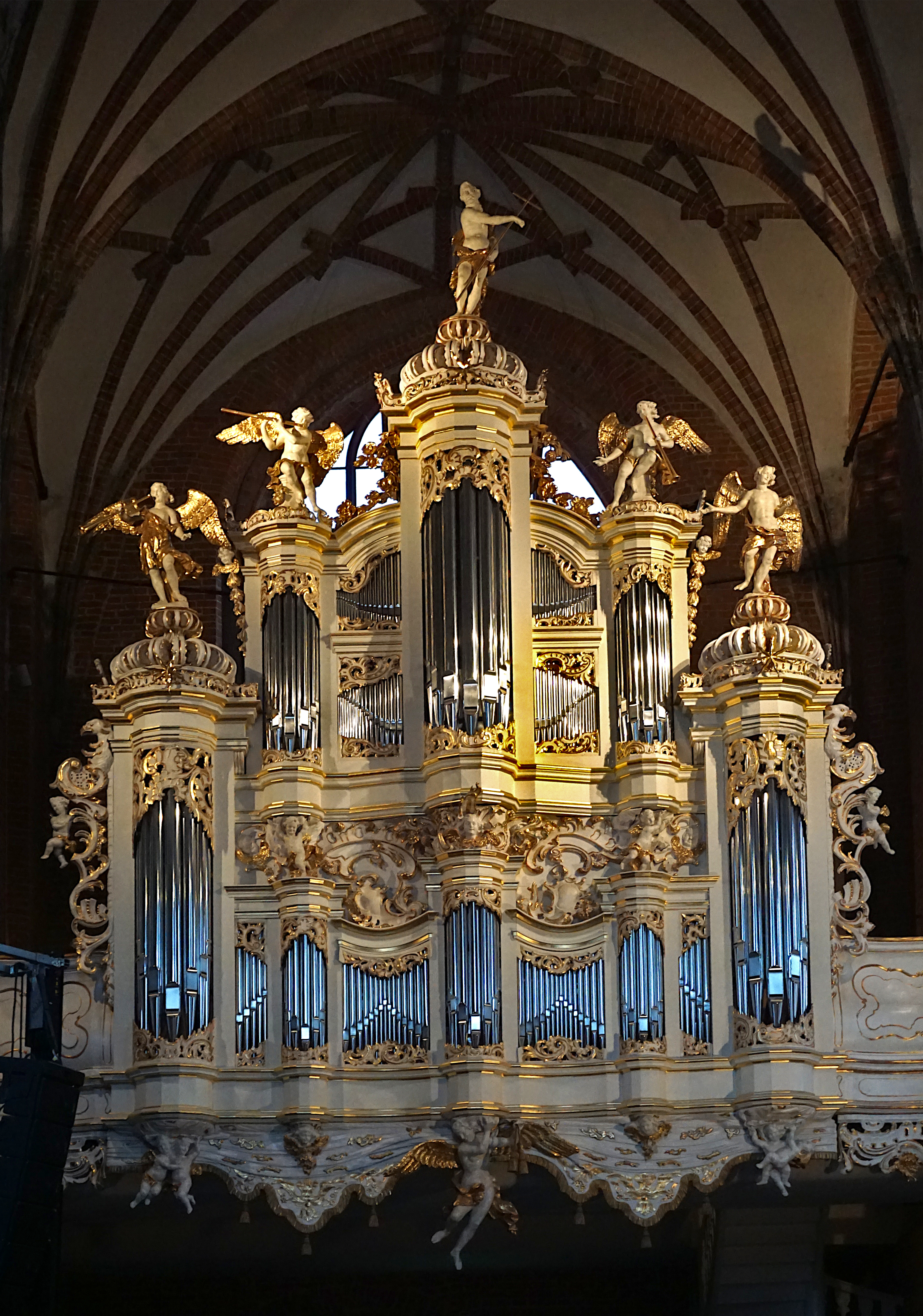
Restaurierte Orgel von Johann Friedrich Rhode

Die Johanneskirche (polnisch Kościół św. Jana) ist eine römisch-katholische Kirche in der Danziger Rechtstadt mit Doppelpatrozinium Johannes der Täufer und Johannes der Evangelist. Die Kirche liegt in der ehemaligen Johannisgasse (heute: Świętojańska 50).

## Geschichte
Die Errichtung der Kirche begann 1377 an der Stelle der 1353 errichteten hölzernen Johanneskapelle.
- Bis 1415 entstanden das westliche Langhaus, das Querschiff mit Vierung und das einschiffige Presbyterium.
- 1450–1463 wurde das Langhaus erhöht, das Presbyterium erhielt Seitenschiffe.
- 1453 versuchte man den Kirchturm aufzustocken, was erst nach dem Dreizehnjährigen Krieg erfolgte.
- 1559 wurde der erste evangelische Pfarrer eingesetzt.
- 1679 wurden die Giebel abgebrochen und an der Ostwand Strebepfeiler errichtet, die die Ostwand vor dem Einsturz wegen untergrabener Fundamente beim Bestatten von Toten in acht Schichten retten sollten.

Die Kirche wurde während der Kriegsereignisse 1945 weitestgehend zerstört. Die vorher ausgelagerte Innenausstattung wurde in der Marienkirche deponiert.
Die Kirche wurde von außen renoviert, im Inneren ist sie im Zustand einer Ruine geblieben.
1991 übernahmen die römisch-katholischen Kirchenbehörden die evangelische Kirche. 1995 wurde aufgrund eines Vertrags mit der Erzdiözese Danzig die St.-Johannis-Kirche dem Ostsee-Kulturzentrum (Nadbałtyckie Centrum Kultury) zur Nutzung übergeben. Sonntags um 12 Uhr werden weiterhin Heilige Messen für Kulturschaffende in kaschubischer, deutscher und polnischer Sprache gehalten.

## Ausstattung
Die Kirche war bis 1945 mit wertvollen Kunstwerken ausgestattet, darunter:
- die gotische „Kreuzigung“ (1482) und zwei Reihen gotischer Kirchenbänke
- der 12 Meter hohe Renaissance-Hochaltar aus Sandstein und Marmor (1611), ein Werk von Abraham van den Blocke
- die große Orgel, deren Hauptgehäuse und Rückpositiv auf einen Orgelneubau von Merten Friese 1625–1629 zurückgeht. 1744–1746 fügte Andreas Hildebrandt zwei seitliche Pedaltürme in der Emporenbrüstung hinzu. 1902 setzte die Firma E. F. Walcker & Cie. ein neues Orgelwerk in die Orgelgehäuse mit drei Manualen und 49 Registern.[1] Die historisch wertvollen Orgelgehäuse wurden im Zweiten Weltkrieg ausgelagert und blieben dadurch erhalten. Hauptgehäuse und Rückpositiv von Merten Friese befinden sich heute in der Marienkirche Danzig.
- die kleine Orgel ist ein Werk von Johann Friedrich Rhode aus dem Jahr 1760, das ursprünglich zwei Manuale, Pedal und 30 Register besaß. 1912 hat Eduard Wittek ein neues Orgelwerk eingebaut. Auch bei dieser Orgel wurde im Krieg das Gehäuse ausgelagert und blieb dadurch erhalten. Nach einer Restaurierung wurde es 2020 in der Johanneskirche wieder aufgestellt und von Guido Schumacher mit einem neuen Orgelwerk versehen, das 30 Register auf zwei Manualen und Pedal aufweist.[2]
- barocke Kanzel (1616)
- viele Ausstattungselemente, gestiftet von Zacharias Zappio († 1680) und seiner Gemahlin.

## Geistliche
- Johann Walther (1562–1620), aus Salzwedel, Diakon und Prediger, der 1613 wegen des Streits um die Errichtung des Hochaltars eine Streitschrift gegen den reformierten Prediger der Elisabethkirche, Jakob Adam verfasste.
- Martin Statius (1589–1655), aus Naugard, wurde 1617 Diakon an der Johanneskirche.